# Smil z Lichtenburka
Smil z Lichtenburka (okolo 1220–1269) byl přední český šlechtic a zakladatel rodu Lichtenburků (rozrod Ronovců).
Narodil se jako syn Jindřicha ze Žitavy. V pramenech se poprvé objevil v roce 1237. Roku 1246 se možná zúčastnil bitvy u Lávy. V letech 1248 až 1249 při vzpouře českého panstva zůstal na straně Václava I. a pravděpodobně se podílel na potlačování povstání. Za věrnost byl dosazen do úřadu nejvyššího purkrabího, který vykonával mezi lety 1249 a 1251 nebo 1253. Své postavení si dokázal udržet i za panování Václavova syna Přemysla Otakara II. Opustil sice funkci nejvyššího purkrabího, ale Přemysl ho často pověřoval diplomatickými misemi. V roce 1253 se například účastnil jednání s papežským nunciem Velascem. Na přelomu let 1254 a 1255 českého krále doprovázel na jeho první křížové výpravě do Pruska. O dva roky později spolu s Přemyslem neúspěšně táhl do Bavorska. Poslední bitvou, které se zúčastnil, byla roku 1260 bitva u Kresenbrunnu. V roce 1269 Smil zemřel. Z prvního manželství s neznámou manželkou po sobě zanechal syna Jindřicha a z druhého svazku s Alžbětou z Křižanova vzešli Smil II., Oldřich a Rajmund z Lichtenburka.
Smil za svůj život dokázal vybudovat rozsáhlé panství na území Železných hor a Českomoravské vrchoviny. Získal zde zřejmě rodový hrad Lichtenburk (dnes nazývaný Lichnice), podle nějž se také začal psát. Tato oblast byla velmi výnosná díky těžbě stříbra. Smil byl někdy označován jako nejbohatší český šlechtic své doby. Centrem místního dolování bylo město Brod (dnešní Havlíčkův Brod). Poblíž vlastnil také hrad Žleby a Ronovec. Měl jako první z českých šlechticů vlastní kancelář a vydával listiny s titulaturou „rytíř z Boží milosti“.

## Život

### Počátky kariéry

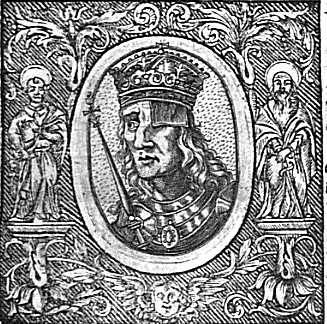
Fiktivní portrét Václava I. z 18. století

Smil z Lichtenburka se narodil jako nejstarší syn Jindřicha ze Žitavy a jeho neznámé manželky okolo roku 1220. Poprvé ho prameny zmiňují v roce 1237, kdy král Václav I. dosvědčil tepelskému klášteru, že mu Smil za 75 hřiven stříbra prodal část vsi Klapý v dolním Poohří. Smila tehdy jeho otec pravděpodobně pověřil spravováním rodových statků v dolním Poohří po dobu, co bude zaneprázdněn vykonáváním úřadu kastelána v Budyšíně. Na královské listině Smil poprvé svědčil v září a říjnu 1242, kdy v Praze osvědčil dvě privilegia krále Václava I. určené moravským johanitům. V obou případech je uveden bez přídomku pouze jako „syn Jindřicha ze Žitavy“. Ctižádostivý Smil v tu dobu postupně začal nahrazovat svého otce mezi nejbližšími dvořany Václava I. Roku 1244 se Jindřich stáhl do ústraní a od té doby se věnoval pouze rozšiřování rodových držav.
V lednu 1246 se Smil z Lichtenburka podle básně Fürstenbuch z pera Janse Enikela zúčastnil českého vpádu do Rakous, jenž vedl břeclavský vévoda Oldřich Korutanský. Rakouské a české vojsko se střetlo v takzvané bitvě u Lávy, v níž byli Češi rakouským vévodou Fridrichem Bojovným na hlavu poraženi. Mnoho z nich následně padlo do rakouského zajetí – sám Oldřich Korutanský a několik českých a moravských pánů. Jestli mezi ně patřil i Smil z Lichtenburka, není známé. Otázkou podle Tomáše Somera zůstává také to, zda se Smil bitvy vůbec zúčastnil, protože Jans Enikel o tomto střetnutí psal s čtyřicetiletým odstupem. Pokud by odpověď na tuto otázku byla kladná, jednalo by se o první známou Smilovu účast v bitvě. Jan Urban o pravdivosti Enikelova vyprávění nicméně příliš nepochybuje. Domnívá se totiž, že Enikel mohl čerpat z řady epických básní tradovaných na vídeňském dvoře, které si obvykle všímaly účasti, výzbrojí a družin jednotlivých pánů v bitvě. Podle Urbana mohla Smila do bitvy zatáhnout touha po slávě a dobrodružství i jeho příbuznost s Bočkem z Jaroslavic a ze Zbraslavi, jenž byl do bitvy ze svého úřadu znojemského purkrabího zainteresován a byl v ní dokonce možná i zajat. Enikel o Smilovi v souvislosti s bitvou u Lávy píše:
| „             | Vtom přijíždí Lichtenburk, pan Smil, rajtuje na koni, jako by byl velký kýl, jezdí zdatně a tak daleko, že se mu boje nezaleklo. Jede v přehozu z baldachýnu, není nad krásnějšího jemu a právě tak kabátec zdobný, rytíři je velmi slušivý. Štít a helmice s ozdobou, jsou pravou rytířskou nádherou. S 50 jezdci jede v zamyšlení, dobře na cestu připravený. Rytíř ten je muž zbožnosti, žije též ve velké ctnosti. | “ |
| — Fürstenbuch | |   |

### Na sklonku vlády Václava I.

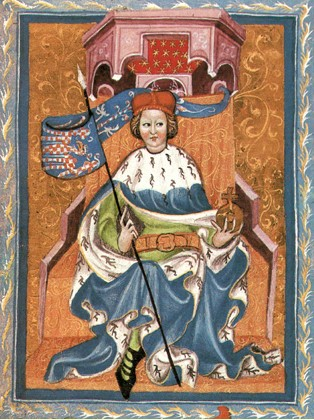
Přemysl Otakar jako moravský markrabě (Gelnhausenův kodex)

Mezi lety 1248 a 1249 v českých zemích proti králi Václavovi I. probíhal odboj jeho mladého syna a tehdejšího moravského markraběte Přemysla, jenž byl předáky českého panstva bez vědomí Václava I. zvolen „mladším“ českým králem. Václav svého syna však nakonec porazil a ponechal mu pouze titul markraběte. Smilův otec Jindřich ze Žitavy a jeho bratr Častolov ze Žitavy po celou dobu Přemyslova odboje válčili na straně „starého“ krále. Zda se bojů účastnil i sám Smil a jestli se v táboře přívrženců Václava I. během odboje vůbec nějak angažoval, není podle Tomáše Somera známo. Jiný názor zastává Jan Urban, který se domnívá, že Smil se na potlačování odboje aktivně podílel. Argumentuje tím, že Smil se v průběhu potlačování odboje koncem července 1249 v Litoměřicích objevil v blízkosti Václava a že po skončení domácí války ho Václav jmenoval nejvyšším pražským purkrabím, což podle něj dokazuje, že v předešlých událostech hrál významnou roli.
Smil z Lichtenburka se ve svém novém úřadě nejvyššího purkrabího v pramenech poprvé představil 22. září 1249. Někdy v tu dobu kolem 20. září 1249 pozval král Václav svého pokořeného syna Přemysla a jeho důvěrníky, bývalé povstalce, k návštěvě hradu Týřova. Hned po příjezdu však byli zatčeni a uvězněni. Přemysl nezůstal uvězněn dlouho a brzy se mohl vrátit na Moravu, musel své bývalé důvěrníky ale nahradit lidmi oddanými Václavovi. Hlavní podněcovatele vzpoury král nechal z Týřova převést do vězení na Pražském hradu, čímž se jejich žalářníkem stal de facto sám Smil z Lichtenburka, protože Pražský hrad z funkce nejvyššího purkrabího tehdy spravoval. To zřejmě příliš neprospělo jeho vztahům s bývalými povstalci. Mnoho z nich zůstalo v kobkách dlouho a někteří byli dokonce i popraveni. Podle Zdeňka Kalisty se dohledu nad Přemyslem, poté co se poražený kralevic vrátil na Moravu, mimo Havla z Lemberka a jiných ujal i Smil z Lichtenburka. Jan Urban však poukázal na to, že taková možnost je vyloučena, poněvadž Smil se v kralevicově okolí vyskytoval až od roku 1251.
V lednu 1251 Smil svědčil na jedné z konfirmací markraběte Přemysla, a to pravděpodobně kvůli tomu, že se následně zúčastnil jeho vpádu do Bavorska. Téhož roku Smil markraběte doprovázel při ovládnutí Rakouského vévodství. Nároků na Rakousy se ale nevzdal ani Přemyslův soupeř Béla IV., uherský král, jenž proti Přemyslovcům vytvořil silnou koalici. Přemysl musel v roce 1252 proto čelit uhersko-polskému vpádu na Moravu, v čemž mu pomáhal i Smil z Lichtenburka, jak to dokazuje jeho přítomnost v Přemyslově družině k listopadu 1252 v Linci. Smil si funkci nejvyššího purkrabího udržel nejdříve do ledna 1251, kdy v ní vystupuje naposledy, a nejpozději do roku 1253, kdy se po smrti Václava I. 22. září 1253 a převzetí královského žezla Přemyslem Otakarem II. v říjnu téhož roku jako nejvyšší purkrabí poprvé připomíná důvěrník obou Přemyslovců Jaroš ze Slivna. Smil se spolu s Jarošem a svým švagrem Bočkem ze Zbraslavi brzy poté zúčastnil Přemyslova jednání s papežským legátem Velascem, jež bylo završeno 8. listopadu 1253 slavnostní královou přísahou věrnosti církvi a římskému králi Vilémovi.

### Po boku krále železného a zlatého

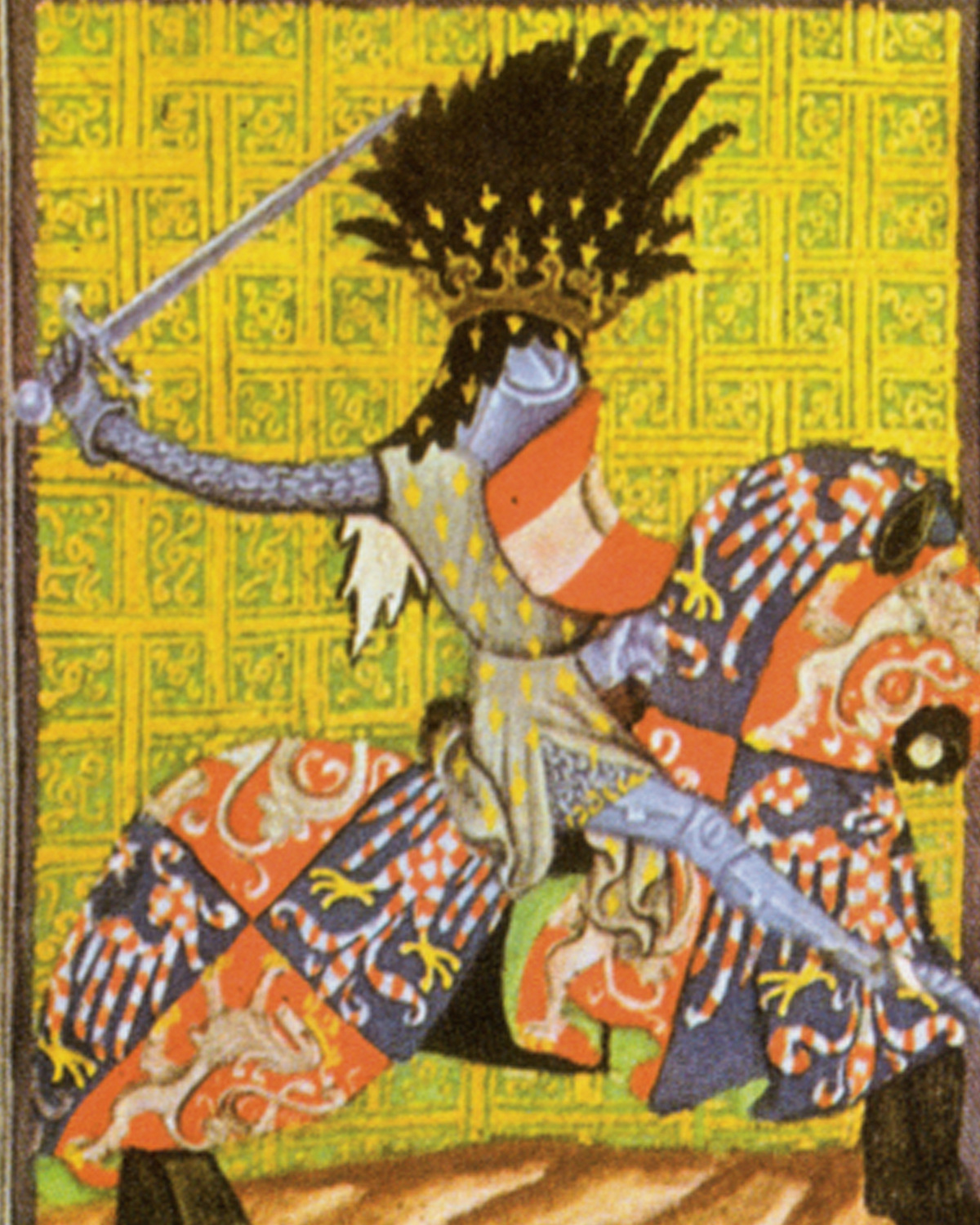
Přemysl Otakar II. (Gelnhausenův kodex)

Na přelomu let 1254 a 1255 se Smil z Lichtenburka zúčastnil křížové výpravy Přemysla Otakara II. vyhlášené na pomoc Řádu německých rytířů v boji proti pohanským Prusům a Litevcům. Po návratu do Čech Smil německým rytířům zřejmě daroval faru ve svém městě Brodu (dnešní Havlíčkův Brod). Jako její majitelé se rytíři poprvé připomínají v roce 1256. Podle Dalimilovy kroniky Smila z Lichtenburka spolu s jeho švagrem Havlem z Lemberka a jistým Hronem český král vyslal do Říše, aby ho zastupoval při volbě římského krále. Zde Smil podle Dalimila měl v turnaji do svého erbu získat červeného kapra v klenotu. Dalimil o účasti třech vyslanců na volbě římského krále píše:
| „                    | Když má římský král být zvolen, k sněmu káže pán českého národa ihned jet Smilovi Světlickému, jakož i Havlovi Jablonskému a s nimi Hronovi z Náchoda. Hron moudrostí vynikl při té volbě. Římský král mu službu nahradí červeným lvem ve zlatém pozadí. Také Smil je dobře zajištěn. Červeného kapra směle v kolbě dobývá a Havel ratištěm štípený si získává zas štít. | “ |
| — Dalimilova kronika | |   |

Tato událost je obvykle kladena mezi roky 1256 a 1257, kdy se v Německu odehrávala takzvaná dvojí volba, při které byl římským králem zvolen Alfons X. Kastilský a Richard Cornwallský zároveň, ačkoli se o třech vyslancích českého krále v tuto dobu žádné jiné prameny nezmiňují. Dalimil tuto zmínku navíc klade ještě do vlády Václava I. Jan Urban ji proto nepovažuje za příliš věrohodnou a domnívá se, že jí Dalimil možná chtěl pouze vyzdvihnout rodové erbovní pověsti nebo vlastnosti těchto tří mužů. To podporuje také skutečnost, že kapr v klenotu lichtenburského erbu, o kterém kronika píše, je v celém lichtenburském rodě poprvé doložen až roku 1302 na pečeti Smilova vnuka Václava Žlebského z Lichtenburka. Podle Tomáše Somera si Dalimil Smilovu účast na volbě římského krále jenom vymyslel na základě, že Lichtenburkové v erbu kapra později pravidelně nosili.

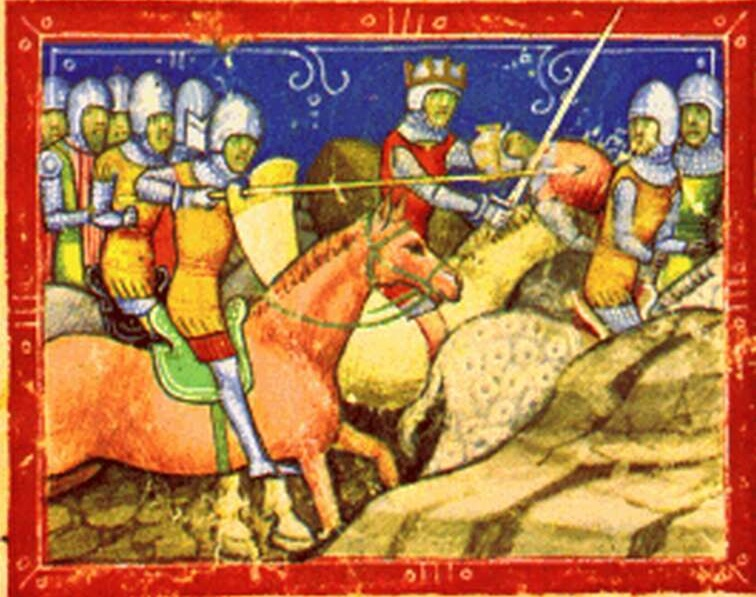
Béla IV. Uherský v boji s Přemyslem Otakarem II. (Chronicum Pictum)

V roce 1257 Smil z Lichtenburka doprovázel českého krále při jeho tažení do Bavorska, jež však nakonec dopadlo totálním vojenským fiaskem. Vojska českého krále totiž porazil dolnobavorský vévoda Jindřich XIII. Ustupující vojsko se následně uchýlilo do Mühldorfu, kde bylo několik dní obléháno. Přemyslova armáda nakonec město ubránila a posléze se s potupou vrátila do Čech. Roku 1260 se Smil však zároveň zúčastnil největšího vojenského triumfu krále železného a zlatého. Jednalo se o bitvu u Kressenbrunnu, v níž český král rozdrtil svého soupeře, uherského krále Bélu IV. Byla to patrně poslední bitva, ve které pan Smil bojoval.

### Sklonek života a smrt
Na sklonku svého života zmínky o Smilovi z okolí panovníka postupně ubývají. Zatímco ještě v 1263 a 1264 Lichtenburk svědčil na listinách českého krále v obou případech dvakrát, v roce 1266 ani jednou, následující rok jedinkrát, roku 1267 také ani jednou a v roce 1268 znovu jedinkrát. Podle Jana Urbana to mohlo být kvůli tomu, že v 60. letech královská kancelář přestávala listiny opatřovat dlouhou řadou svědků. Urban zároveň ostře odmítl možnost, že by se Smil stal ke konci života protivníkem Přemysla Otakara II. a usiloval o vytěsnění jeho vlivu ze svých držav. Lichtenburk mohl být ale v tu dobu také chatrného zdraví. Dne 14. února 1269 Smil vydal svou poslední listinu, v níž daroval dvě vesnice žďárskému klášteru. Brzy poté 24. února figuroval na listině královského páru vydané v Poděbradech. Naposledy je pan Smil v pramenech připomínán 1. května 1269, kdy spolu s bratrem Častolovem osvědčil Přemyslovu konfirmaci pro františkánský klášter v Praze. V červenci téhož roku Přemysl Otakar Brodu odňal právo skladu a na listině z 10. září, která byla zřejmě také vydána toho roku, je Smil už připomínán jako nebožtík. I Jindřich Řezbář ve své kronice uvádí, že první Lichtenburk skonal roku 1269 a jeho ostatky byly uloženy do rodové tumby ve žďárském klášteře.

## Majetek
Rozsáhlé panství Smila z Lichtenburka spravovali rychtáři jednotlivých měst a vesnic, na které dohlíželi vrchnostenští provinciální sudí.

### Původní državy

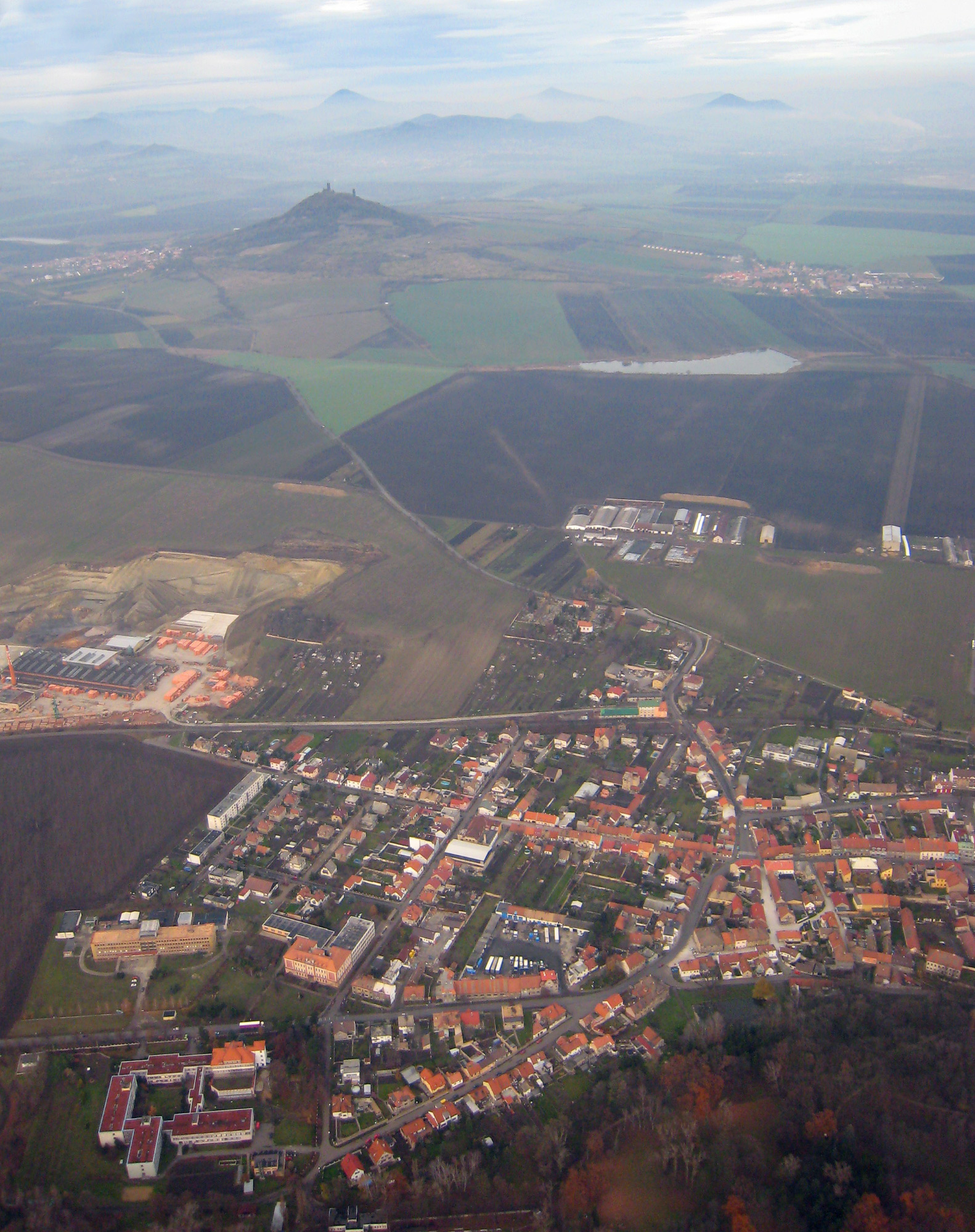
Libochovice a hrad Hazmburk

Původní a nejstarší statky Lichtenburků se nacházely v dolním Poohří, které Smil zdědil po svém otci. Tato država začínala Libochovicemi a končila Lovosicemi. Protože se nejednalo o souvislé panství, není jisté co všechno zde Lichtenburkům patřilo. Tato oblast byla však zřejmě poměrně lukrativní, neboť byla velmi vhodná pro zemědělství a procházelo tudy několik obchodních stezek. Polovinu Lovosic Smil roku 1251 prodal za 500 hřiven stříbra míšeňskému klášteru Atzella. K Lovosicím patřila vesnice Prosmyky, snad i Lhota a Malé Žernoseky. Lichtenburkové zde možná vlastnili také hrad Klapý (dnešní Hazmburk). Hospodářským centrem Smilova dominia v dolním Poohří byly zřejmě Libochovice. Smil však zároveň na rozdíl od svého otce, strýce a bratranců nedržel žádné statky ani nijak nepůsobil na Žitavsku.

### Brodsko
Na Brodsko Lichtenburkové přišli okolo roku 1240, nejpozději v roce 1245. Pozemky zde získávali nejprve zřejmě výsluhami od panovníka a navazováním sňatkových aliancí s místní šlechtou. Činorodý Smil v této oblasti podle Jana Urbana díky své kolonizační činnosti brzy dokázal vytvořit rozsáhlé panství s řadou vesnici a měst vyztužené sítí několika hradů. Tomáš Somer je ale k Urbanově tvrzení, že Smil se aktivně účastnil kolonizace, značně skeptický. Smilovým triumfem pak bylo nalezení ložisek stříbra v okolí Brodu a zahájení jejich těžby. Aby zde Smil mohl zahájit těžbu, v roce 1251 možná, jak bylo zmíněno výše, prodal polovinu Lovosic v dolním Poohří. První doklad o místní těžbě pochází z roku 1257, kdy Smil obdaroval žďárský, sedlecký a hradišťský klášter desátkem z místních dolů.

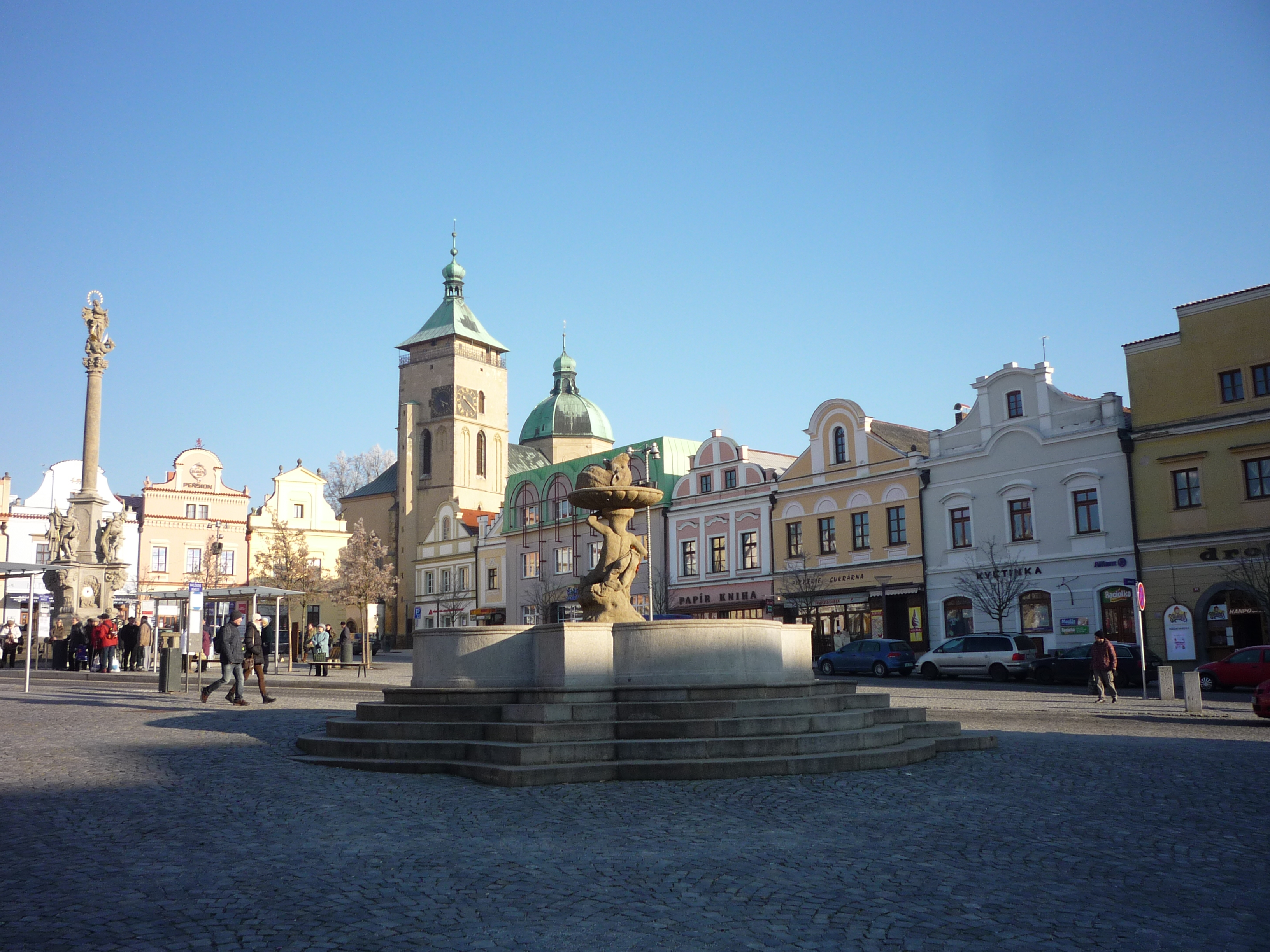
Havlíčkovo náměstí v Havlíčkově Brodu

Centrum Smilova dominia v této lokalitě tvořilo město Brod (dnešní Havlíčkův Brod), jehož výstavbu Smil inicioval patrně mezi lety 1251 a 1257. První zmínka o Brodu se váže k roku 1256. Tehdy se jednalo o spor mezi řádem německých rytířů (kterému Lichtenburk poté, co se zúčastnil křížové výpravy do Pruska, věnoval brodskou faru) a správcem hornických kostelů Jindřicha poblíž Brodu. Vysazením města Smil pověřil lokátora Wernhera Rybáře, jemuž po úspěšném založení města dal do dědičného držení městskou rychtu. V roce 1265 Wernherovi dokonce daroval vesnici Macourov. Ke Brodu patřila řada vesnic a soustava dvorů a mlýnů. Lichtenburkům patřily mimo jiné Dlouhá Ves a Cibotín, které prodali, zastavili či darovali klášteru cisterciaček v Pohledu. Podobně zde obdarovávali vilémovský klášter. Brod procházel za Smilova života takového rozmachu, že závažně konkuroval dokonce i královskému městu Jihlavě.
Stříbro se na Brodsku těžilo především kolem samotného Brodu. Doly existovaly u Stříbrných Hor, Simtan, Samotína, Puchperku, zmíněné Dlouhé Vsi, Hohendorfu, Pohledu a Utína. Štoly se nacházely také u Bartoušova a Macourova. I přestože hornictví v okolí Brodu mělo vlastní správu překrývající se s městskou správou, výtěžek z těchto dolů si nárokovali Lichtenburkové, ačkoli kontrolu nad všemi doly měl mít formou horního regálu král. Přemysl Otakar II. tento stav Lichtenburkům trpěl jen do Smilovy smrti. Podle Jana Urbana není vyloučeno ani to, že Smil od krále obdržel nějaké privilegium, které se však nedochovalo a platilo jen do jeho smrti. To by mu podle Urbana zaručovalo v oblasti horního podnikání suverenitu na králi a jeho orgánech. Tomáš Somer se ovšem domníval, že ačkoli Smil z výnosů brodských dolů těžil, nedá se považovat za horního podnikatele. Somer zároveň zdůrazňuje, že jeho výnosy z urbury byly zcela legální a on je rozhodně neuzurpoval.
V Brodu se měla nacházet také mincovna, jež však byla začleněna do zemské správy a podléhala královskému mincmistrovi. Není vyloučeno, že Lichtenburkové měli na tuto mincovnu velký vliv. Možná ale provozovali vlastní mincovnu, ve které razili vlastní peníze. S královským mincmistrem Eberhardem však Smil udržoval velmi vřelé vztahy. Eberhard mu patrně pomáhal v budování lichtenburského horního panství. Na listině vydané Smilem 1. ledna 1259 je Eberhard dokonce označen jako „náš milý kmotr“. František Hoffmann z toho vyvodil, že Eberhard byl Smilovým kmotrem. Jeho hypotézu však vyvrátili Jan Urban a Libor Jan, kteří se domnívají, že Eberhard byl kmotrem některého ze Smilových synů, a to kvůli tomu že Eberhard se narodil o pár let dříve než Smil, takže se nemohl stát jeho kmotrem. Podle Urbana Eberhard mohl být kmotrem buď Smilova druhého stejnojmenného syna, narozeného mezi lety 1245 a 1250, nebo jeho třetího syna Oldřicha, narozeného okolo roku 1260. Tomáš Somer o jeho závěrech ovšem pochyboval. Zdálo se mu totiž zvláštní, že by si Smil za kmotra pro své děti vybral ač vlivného a bohatého, ale neurozeného muže.

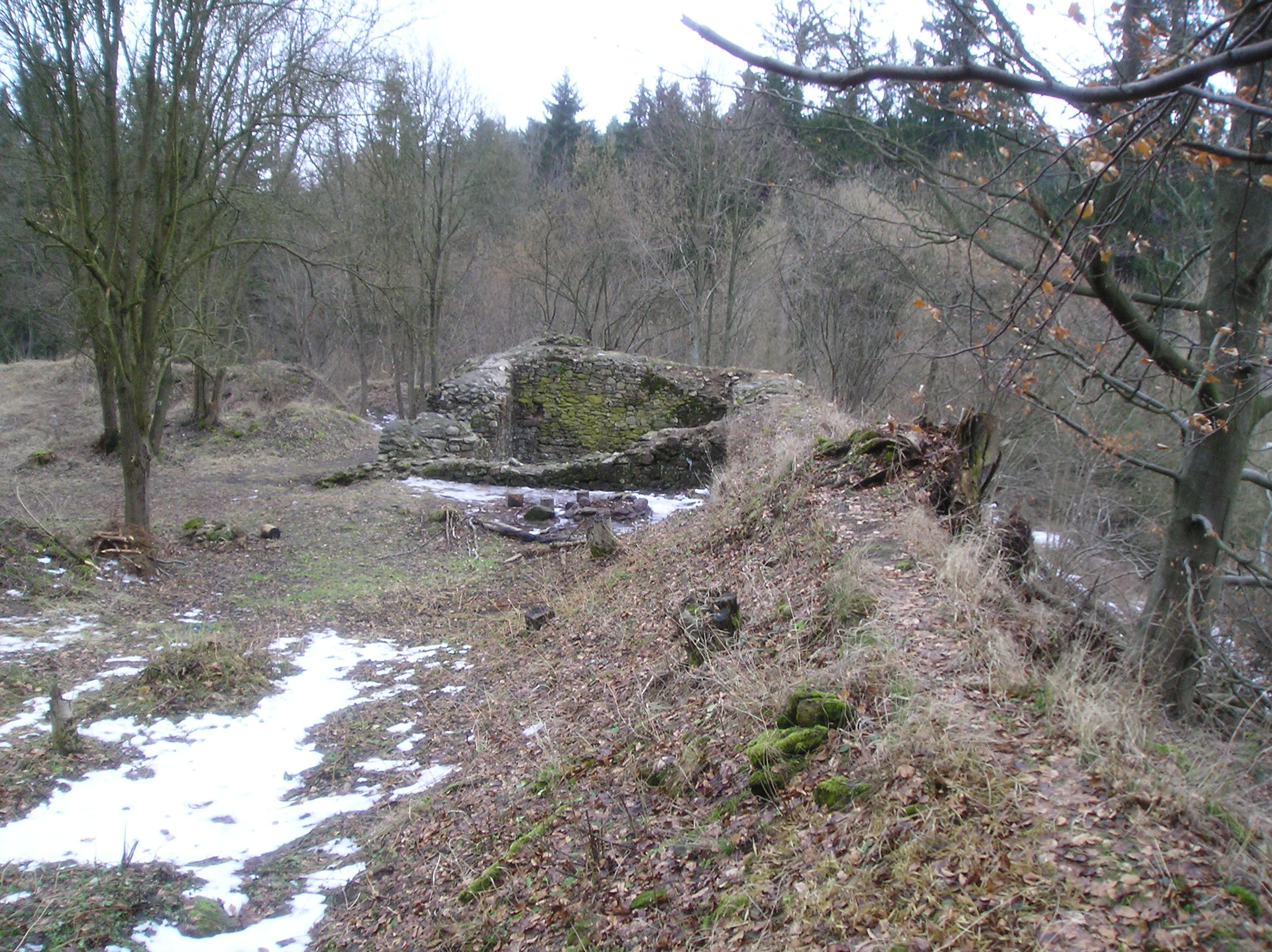
Zřícenina hradu Ronovce

Vedle brodského horního okrsku se v lichtenburském panství v okolí Brodu nacházely další dva horní okrsky: šlapanovský a bělský. Ke Šlapanovu možná přiléhaly vesnice Pfaffendorf, Kamenná, Vysoká, Květnov, Smilov, Okrouhlička, Kochánov, Lípa a Suchá. Některé tyto vsi ale rovněž mohly patřit k Brodu. Střediskem druhého horního okrsku panství Smila z Lichtenburka byla Bělá. Jako rezidence Lichtenburků při jejich pobytech v Brodě sloužil hrad Ronovec (Sommerburg), ke kterému patřilo zmíněné městečko Bělá, dále Dolní Krupá, Čachotín, Horní Krupá, Rozsochatec, Cibotín a Kojetín. Doklady o těžbě v této lokalitě existují pouze o Kojetíně. Stavebníkem hradu Ronovce byl zřejmě právě Smil.

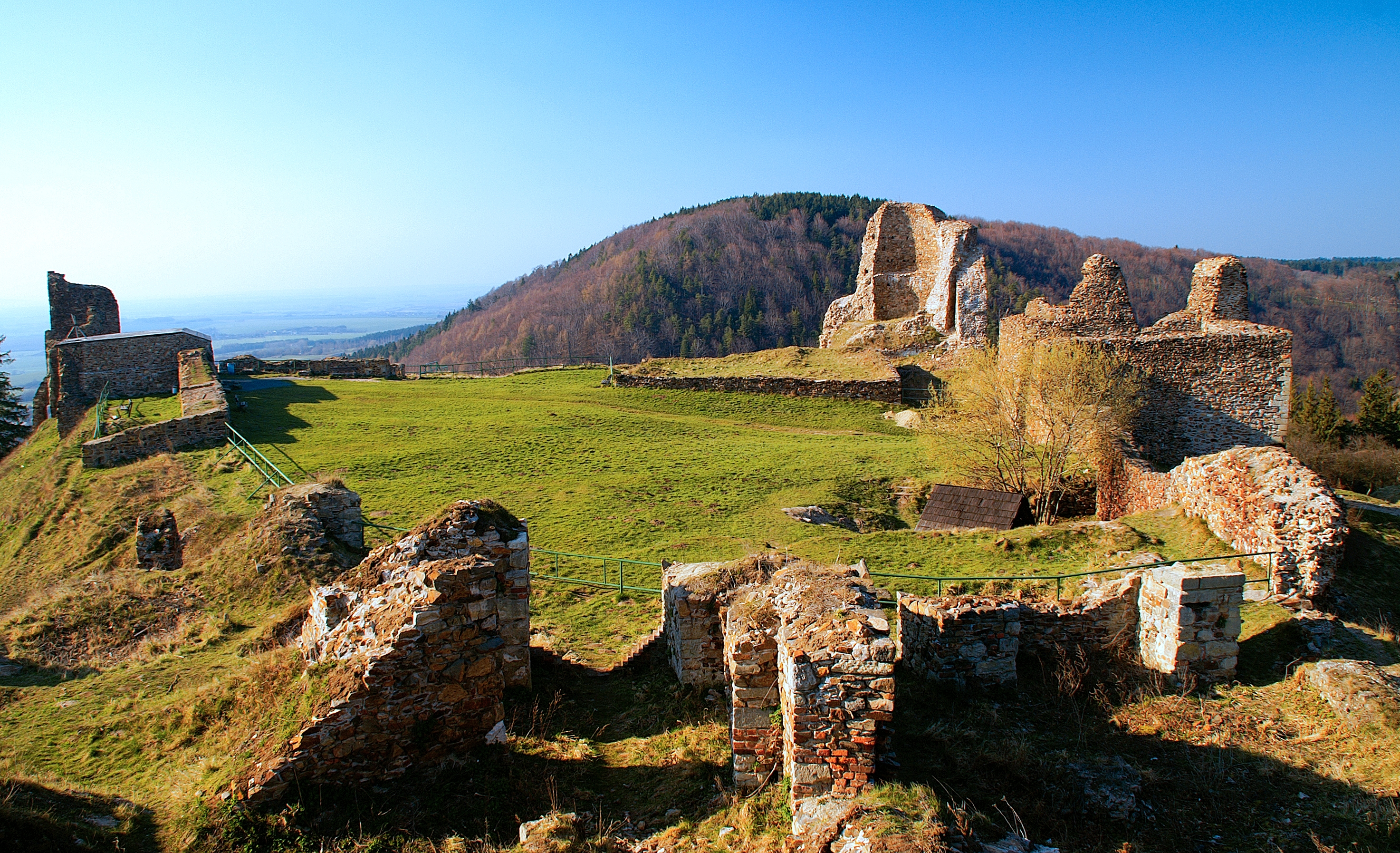
Zřícenina hradu Lichnice

Poslední državou Smila z Lichtenburka poblíž Brodu byla Chotěboř a její okolí, jež spadala pod hrad Lichnici (Lichtenburk), který Smil neznámým způsobem získal. Poblíž Chotěboře Smil možná založil vesnici Počátky. Lichtenburkové zde asi vlastnili také Svinný, Nemojov, Dobkov a Břevnici. Směrem na západ pod jejich dominium spadaly Malejovice a Heřmanice. Z hradu Lichnice (Lichtenburk) se mimo Chotěbořska spravovaly také lichtenburské statky táhnoucí se od Čáslavi směrem na východ až k Železným horám. Zde Smil z Lichtenburka vlastnil například dnes zaniklé Protivany a Stusyni nebo také možná Míčov, Rudov, Jetonice a Podhradí. Smil poblíž vlastnil také hrad Žleby, jenž vybudoval buď on, nebo jeho syn Jindřich, který v něm možná za Smilova života sídlil. Ke Žlebům patřila Uhelná Příbram, vesnice Žleby, Skovice, Markovice, Biskupice, Zaříčany, Tři Dvory, Koudelov, Ksiny a snad také Bílé Podolí tvořící spolu se Zaříčany nejsevernější Smilovy državy.

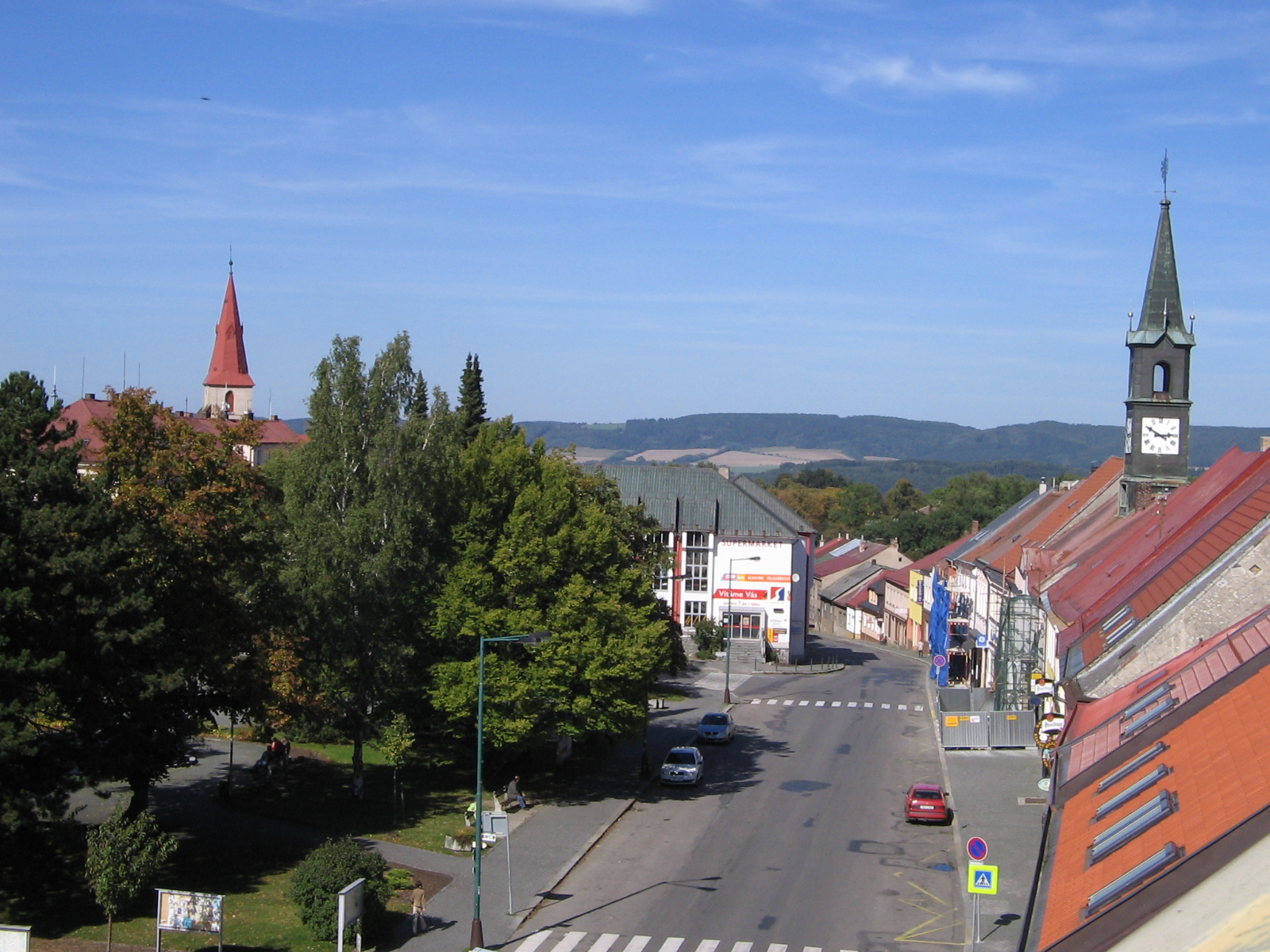
Chotěbořské náměstí

V povodí říčky Sázavy měl Smil z Lichtenburka patrně další nepříliš významný hrad Smrdov, ke kterému patřily vesnice Zboží, Bačkov, Lubno, Štěpanov a Vosičín. Podél potoka Žabince směrem k Jihlavě Smil možná vlastnil Střítěž, Štoky, Zvonějov, Dobronín, Ždírec, Dobešov, Heroltice a Německý Šicndorf. Na Čáslavsku asi také Habry a Jeníkov. Východně od Chotěboře pod lichtenburské dominium spadal snad i Krucemburk. Směrem na východ na Moravu mezi Smilovy statky náležely Kotlasy. Okraj Smilova panství na Čáslavsku tvořila tříšť malých statků a sídel drobných feudálů, z nichž mnozí byli leníky Lichtenburků. Lichtenburskými many mohli být majitelé Hostolovlic, Jeníkova, Bojman, Markvartic, Licoměřic, Lipoltic, Tupadel, Lipky a Frýdnavy.
Sňatkem s Alžbětou z Křižanova a po smrti jejího otce Přibyslava Smil získal takzvaný „díl Eliščin“. Jednalo se o část českomoravského pohraničního hvozdu na moravské straně, který tvořily vesnice Bobrová, Jiříkovice, Slavkovice a Radňovice. Tyto statky Smil v 60. letech daroval žďárskému klášteru. Podobně jako Smil si poblíž Brodu panství s centrem na hradě Ronově a Přibyslavi vybral Smilův nevýrazný mladší bratr Častolov z Ronova.

## Rodina

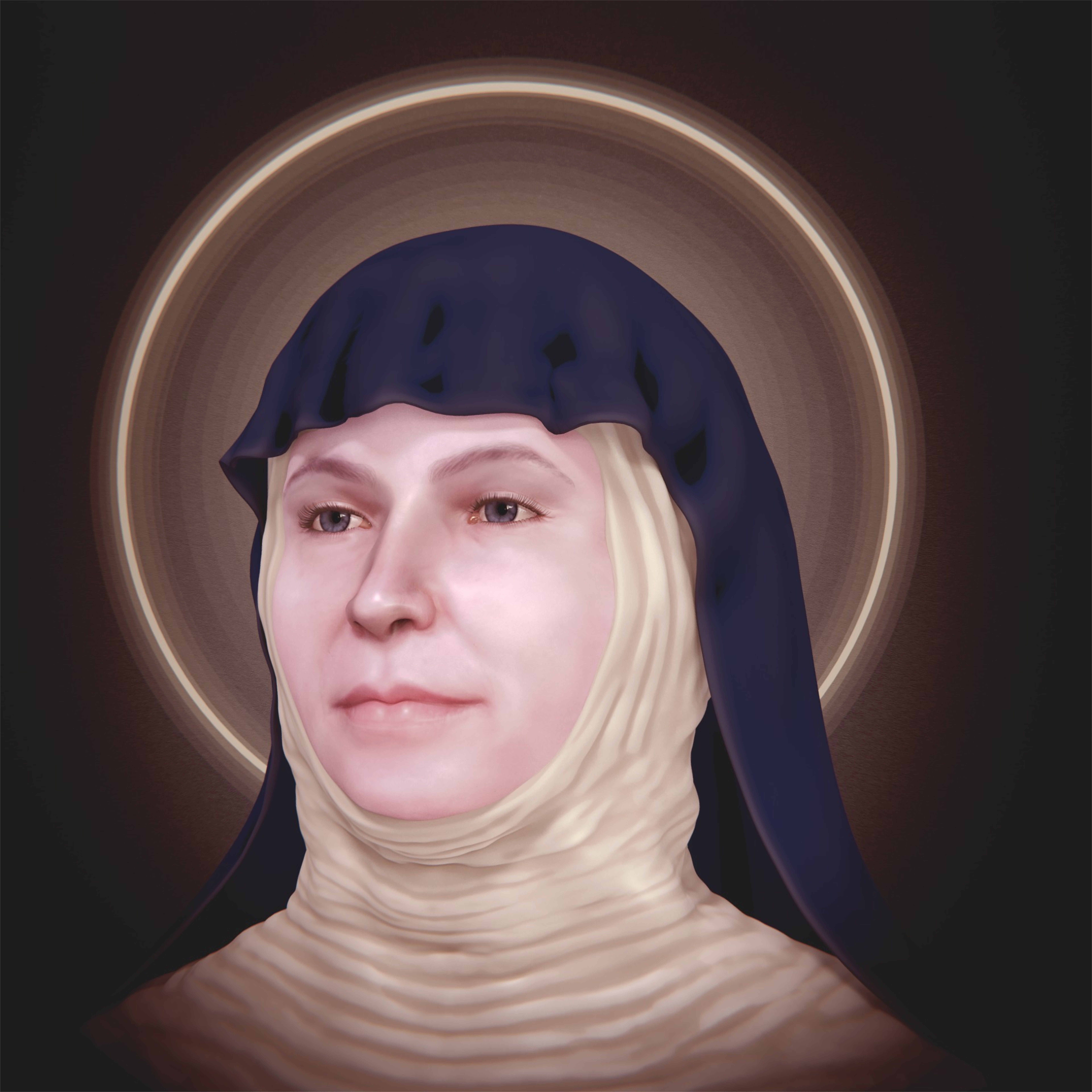
Forenzní rekonstrukce podoby tváře švagrové Smila z Lichtenburka svaté Zdislavy z Lemberka podle kosterních pozůstatků její lebky

Jan Urban se domnívá, že Smil z Lichtenburka se mezi lety 1240 a 1245 oženil s Alžbětou z Křižanova, dcerou mocného českomoravského velmože Přibyslava z Křižanova a jeho manželky Sibyly z Křižanova, která pocházela až z daleké Sicílie. Tímto sňatkem se Smil spříznil nejen s rodem Křižanovských, ale také s mocnými pány z Kunštátu a pány z Lemberka. Další dcera Přibyslava a Sibyly, proslulá svatá Zdislava, se totiž provdala za Havla z Lemberka a její mladší sestra Eufemie za Bočka z Jaroslavic a ze Zbraslavi. Jelikož Přibyslav z Křižanova byl majetkově zakotven především na Českomoravské vrchovině, Jan Urban předpokládá, že nějaké majetky zde už ve 40. letech vlastnili i Lichtenburkové. To dokazuje i skutečnost, že v roce 1251 Smil poprvé použil predikátu „z Lichtenburka“, proto tehdy už musel mít také hrad Lichtenburk (Lichnici), který nechal vystavět buď on, nebo jeho otec, a jenž se nacházel právě v těchto končinách.
Tomáš Somer však vznesl novou hypotézu. Vycházel při tom z listiny z roku 1252, v níž Přemysl Otakar II. konfirmoval založení žďárského kláštera Smilovým švagrem Bočkem ze Zbraslavi, o kterém bude ještě řeč níže. Na ní totiž Smil na rozdíl od jiných Bočkových příbuzných nijak nefiguruje. Somer z toho vyvodil, že Smil se s Alžbětou z Křižanova buď oženil nejdříve po založení žďárského kláštera, nebo v době jeho založení již byl s Alžbětou ženat, ale s Bočkem ze Zbraslavi měl nějaký spor. Nakonec se ale přiklonil k první možnosti. Smilův stejnojmenný první syn s Alžbětou z Křižanova se v pramenech poprvé objevil ale už roku 1263. Pokud by Somerova teorie tedy byla pravdivá, na listině by Smil mladší vystupoval jako nezletilý, což se ve 13. století téměř nikdy nestávalo. Somer to vysvětluje tím, že výběr svědků této listiny závisel pouze na jejich vztahu k založení žďárského kláštera a Smil junior měl k zakladatelům kláštera velmi blízko – byl synovcem manželky jeho zakladatele. Na listině navíc figurují i dvě ženy, což je ve 13. stoletím naprosto výjimečná záležitost. Jestliže by byla Somerova domněnka pravdivá, muselo by se posunout i Urbanem stanovené datum příchodu Lichtenburků na Vysočinu. S jedním z Urbanových argumentů pro datování Smilova příchodu na Vysočinu a jeho sňatku s Alžbětou, který zní tak, že se Smil podle Janse Enkila v roce 1246 zúčastnil vpádu do Rakouska, pročež v tu dobu už musel být na Vysočině majetkově ukotven, se Somer vypořádává tak, že Enkilovy básně nejsou příliš věrohodným pramenem a nemusí mít ve všem pravdu.

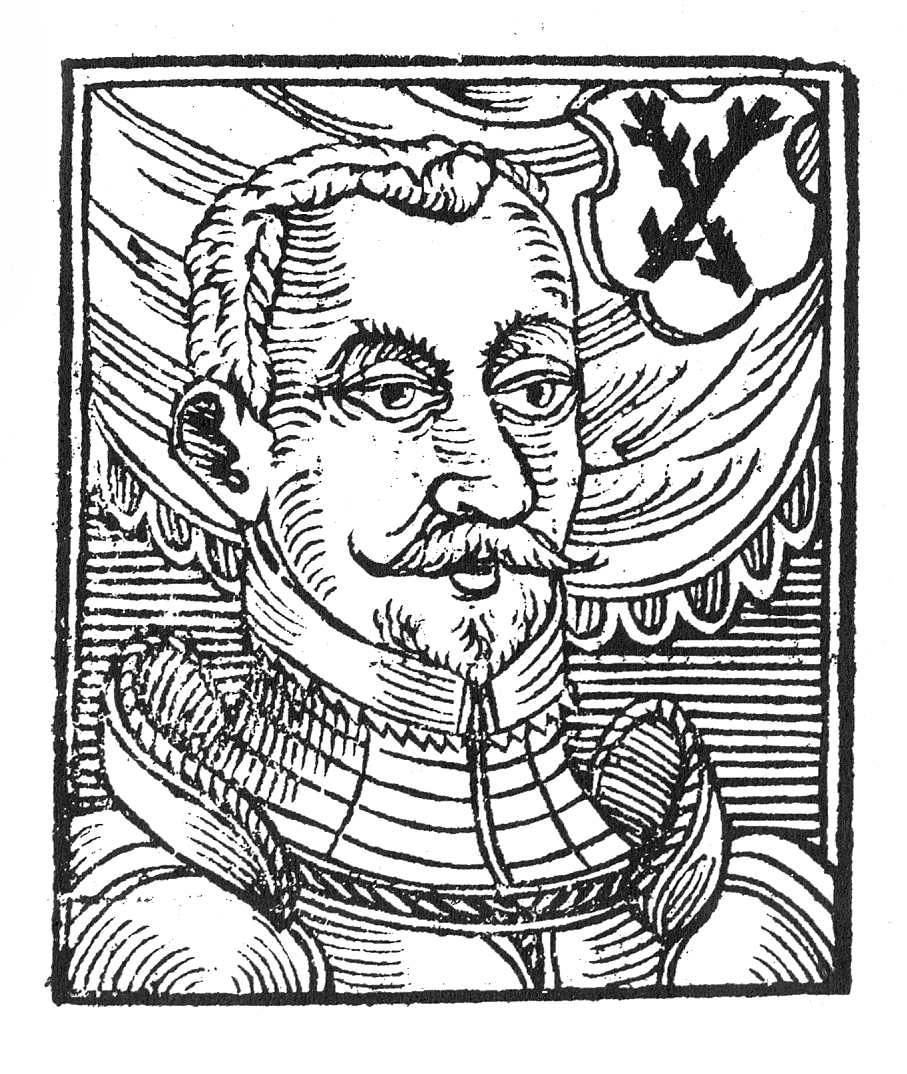
Rajmund z Lichtenburka, Smilův nejmladší syn

Smilův tchán Přibyslav z Křižanova se přátelil s bohatým šlechticem a svým hypotetickým bratrancem Janem z Polné, který v roce 1234 v Nížkově u Žďáru nad Sázavou založil cisterciácký klášter, jehož existence však neměla dlouhého trvání, protože brzy poté z něj mniši na popud opata oseckého kláštera Slávka III. Hrabišice odešli. Jan z Polné asi v roce 1244 zemřel a plán založit cisterciácký klášter na Českomoravské vrchovině po něm proto převzal Přibyslav z Křižanova. Ani Přibyslavovi se tento záměr nepodařilo uskutečnit, protože skonal již roku 1251. Jeho práci založením žďárského kláštera o rok později završil jeho zeť a Smilův švagr Boček ze Zbraslavi. Přibyslav po sobě zanechal vdovu Sibylu a rozsáhlé statky (o nichž podrobněji pojednává kapitola Majetek), který po něm podělili jeho zeťové Smil z Lichtenburka a Boček ze Zbraslavi. Se Sibylou se následně oženil Smilův otec Jindřich ze Žitavy, jenž ovšem záhy na to zemřel. Lichtenburkové byli spříznění také se zmíněným Přibyslavovým souputníkem Janem z Polné, s jehož dcerou Annou se oženil Smilův mladší bratr Častolov z Ronova.
Dříve se předpokládalo, že Smilovi z Lichtenburka všechny jeho děti porodila jeho jediná manželka Alžběta z Křižanova. Miloslav Sovadina přišel s domněnkou, že nejstaršího Smilova syna Jindřicha z Lichtenburka porodila Smilova první neznámá žena a Alžběta z Křižanova byla až Smilovou druhou ženou, která mu porodila Smila II., Oldřicha, Rajmunda a neznámou dceru. Sovadina vycházel z toho, že Smilova nejstaršího syna Jindřicha z Lichtenburka prameny poprvé zmiňují roku 1251, dalšího syna Smila o jedenáct let později a zbylé dva syny Oldřich a Rajmunda až v roce 1278. Sovadina odečetl 15 až 16 let (minimální věk pro vystupování v pramenech) od roku 1251, čímž zjistil, že Jindřich se narodil nejpozději roku 1235 až 1236. Protože rodiče Alžběty z Křižanova manželský svazek uzavřeli přibližně v roce 1220 a Alžběta byla jejich třetím až pátým dítětem, není myslitelné, aby byla matkou Jindřicha z Lichtenburka. V dobu Jindřichova narození by jí totiž nebylo ani 15 let. Sovadinovu domněnku podpořil také Jan Urban.

Erb Bavorů ze Strakonic

V roce 1256 Smil svého syna Jindřicha oženil s Domaslavou, dcerou Bavora I. ze Strakonic. Papež Alexandr IV. musel k tomuto sňatku udělit dispens, neboť Domaslava byla s Jindřichem ve čtvrtém nebo pátém stupni příbuzenství. Celou záležitost kolem sňatku prošetřoval papežův pověřenec minorita Radlich. Tento sňatek mohl být jakýmsi rituálem smíření mezi rody Lichtenburků a Bavorů ze Strakonic, protože tyto rody stály při odboji kralevice Přemysla proti králi Václavovi I. proti sobě: Bavor ze Strakonic podporoval mladého Přemysla, zatímco Lichtenburkové stáli na straně „starého“ krále. Druhou manželkou Jindřicha z Lichtenburka se poté stala Matylda ze Žleb, jež byla neznámého původu. Další Smilův stejnojmenný syn zemřel na rozdíl od svých bratrů Jindřicha, Oldřicha a Rajmunda bezdětný. Zatímco Oldřichova manželka není známa, Rajmund se oženil s jistou Adélou. Smil měl také jednu dceru neznámého jména, která se vdala za uherského magnáta Jindřicha z Kyseku.

### Seznam potomků
1. manželství ∞ neznámá
- Jindřich z Lichtenburka (kolem 1235 – 1296) ∞ asi 1257, Domaslava ze Strakonic ∞ Matylda ze Žleb

2. manželství ∞ mezi 1240 a 1245/po 1252 Alžběta z Křižanova († 1296)
- Smil II. z Lichtenburka (mezi 1245 a 1250 – po 1288)
- Oldřich z Lichtenburka (asi 1260 – po 1312)
- Rajmund z Lichtenburka (asi 1265 – před 1314) ∞ Adéla
- Neznámá dcera ∞ Jindřich z Kyseku